# Zibbz
Zibbz duó, a formációt egy svájci testvérpár, Corinne Gfeller és Stee Gfeller alkotja. 2011 óta szerepelnek színpadokon. Coco és Steve zenész családban nőttek fel, már tizenéves korukban felfigyeltek a tehetségükre. A svájci Music TV-n 2011-től saját műsort kaptak, amely 2014-ig volt adásban. Két albumuk jelent meg eddig: a Ready? Go! (2013) és az It Takes a Village (2017). 
Az együttes képviselte Svájcot a 2018-as Eurovíziós Dalfesztiválon, Lisszabonban, a Stones című dallal. Az első elődöntőből nem sikerült továbbjutniuk, mivel a 13. helyen végeztek, 86 ponttal.

## Tagok
- Corinne (Coco) Gfeller
- Stefan (Stee) Gfeller

## Diszkográfia
Nagylemezek
- Ready? Go! (2013)
- It Takes a Village (2017)

Kislemezek
- Www.Ahh! (2011)
- One Shot (2012)
- Run (2017)
- Stones (2018)

## Fordítás
- Ez a szócikk részben vagy egészben  a   Zibbz című német Wikipédia-szócikk fordításán alapul.  Az eredeti cikk szerkesztőit annak laptörténete sorolja fel. Ez a jelzés csupán a megfogalmazás eredetét és a szerzői jogokat jelzi, nem szolgál a cikkben szereplő információk forrásmegjelöléseként.